# Рудиченко, Татьяна Семёновна
Татьяна Семёновна Рудиченко (12 января 1950 — 8 июня 2022) — музыковед. Профессор кафедры истории музыки Ростовской государственной консерватории (2005). Член Союза композиторов России.

## Биография
Татьяна Семёновна Рудиченко родилась 12 января 1950 года. В 1974 году окончила теоретико-композиторский факультет Ростовскую государственную консерваторию имени С. В. Рахманинова по классу А. С. Кабанова, получив специальность по истории и теории музыки. В 1981 году окончила аспирантуру Российской академии музыки имени Гнесиных по классу педагога Б. Б. Ефименковой. В 1995 году защитила кандидатскую диссертацию на тему: «Певческая традиция донских казаков: к проблеме самобытности» (Ростовская гос. консерватория). В 2005 году защитила докторскую диссертацию на тему: «Донская казачья песня в историческом развитии».
С 1973 года работала в Ростовской консерватории последовательно на должностях: преподаватель кафедры теории музыки (1974—1975), истории музыки (1975); доцент (1995), профессор кафедры истории музыки РГК (2005).
В консерватории читала лекции: «Народное музыкальное творчество», «Актуальные проблемы музыкознания», «История отечественной музыки», «Внеевропейские музыкальные культуры». Под руководством Татьяны Семёновны Рудиченко было подготовлено и защищено семь кандидатских диссертаций и одна докторская по музыкальному фольклору русских, народов Северного Кавказа и Дагестана, по истории музыкальной культуры.
Область научных интересов: история отечественной музыкальной культуры, этномузыкология, этнография. Татьяна Семёновна Рудиченко является автором около 130 научных работ, включая шесть монографий.
С 1972 года является участником фольклорно-этнографических экспедиций в Ставропольский край, Волгоградскую, Ростовскую область, Карачаево-Черкесию, Адыгею и др. Татьяна Семёновна подготовила и провела около 30 радиопередач, посвящённой народной культуре, занималась созданием документальных фильмов: «Цветы лазоревые» (1991), «В Старочеркасскую на праздник» (1988), «Семикаракорский фаянс» (1992), «Шолоховская весна» (1999), «Портрет атамана в исторических декорациях» (1997).

## Награды
- Медаль «За доблестный труд на благо Донского края» (22 июня 2016 года)[4].